# Theodore Scaltsas
Theodore Scaltsas, griechisch Θεόδωρος Σκαλτσάς, auch kurz Dory Scaltsas, griechisch Δώρης Σκαλτσάς (* 8. Dezember 1949 in Athen) ist ein griechischer Philosoph und Philosophiehistoriker, der im Vereinigten Königreich lehrt.

## Leben
Nach dem Besuch des Athens College in Athen (1958–1968) studierte Scaltsas von 1968 bis 1972 Mathematik und Philosophie an der Duke University und erwarb dort 1972 einen B.Sc. Nach dem griechischen Wehrdienst in der Abteilung für Computeranalye (1972–1974) setzte er seine Studien in Philosophie von 1974 an an der Brandeis University fort und erwarb dort 1977 einen M.A. in Philosophie. In direktem Anschluss folgte ein Promotionsstudium an der Universität Oxford, an der er 1983 mit einer Dissertation unter dem Titel The Individuation of Substances in Aristotle bei John Lloyd Ackrill und Peter Strawson in Philosophie zum DPhil promoviert wurde. Bereits von 1980 an war er Lecturer in Philosophie am New College, Oxford, bis er 1984 zunächst als Lecturer an die Universität Edinburgh wechselte, an der er zum Professor für antike Philosophie aufstieg und gegenwärtig emeritiert ist. Forschungsaufenthalte führten ihn an das Center for Hellenic Studies der Universität Harvard (1987–1988), an die Princeton University (1989), die Universität Sydney (1993) und die Universität Zypern (2004).
Scaltsas arbeitet zu Aristoteles’ Metaphysik und Ethik sowie zur Stoa (Zenon von Kition und Epiktet). Im Archelogos Project untersucht er mit weiteren Forschern zur antiken Philosophie die Argumentanalyse zu den Werken Platons und des Aristoteles. Gegenwärtig forscht er außerdem zum Kreativen Denken und zur Künstlichen Intelligenz.

## Schriften (Auswahl)
- mit Andrew S. Mason (Hrsg.): The Philosophy of Epictetus. Oxford University Press, Oxford 2007 ISBN 978-0-19-958551-9.
- mit Andrew S. Mason (Hrsg.): The philosophy of Zeno: Zeno of Citium and his legacy. Municipality of Larnaca, Cyprus 2002, ISBN 978-9963-603-23-7.
- mit David Charles, Mary Louise Gill (Hrsg.): Unity, Identity and Explanation in Aristotle’s Metaphysics. Oxford University Press, 1994.
- Substances and Universals in Aristotle’s Metaphysics. Cornell University Press, Ithaca 1994, (Google Books)
- Ο χρυσούς αιών της αρετής. Αριστοτελική ηθική. Alexandria Press, Athen 1993. („Das Goldene Zeitalter der Tugend. Aristoteles’ Ethik“)
- Weakness of Will in Aristotle’ Ethics. In: The Southern Journal of Philosophy 24, 1986, 375ff.